# 淡巴
淡巴，古国名，或作淡邦、澹巴。在今马来西亚马来半岛的丹帕（Dampar）湖一带。一说指印度尼西亚苏门答腊岛的甘巴（Kampar）河流域。
洪武十年（1377年），国王佛喝思罗遣使上表，上贡当地物品，明太祖赐给他金币。淡巴国，石城瓦屋。国王乘车，官员骑马。土地平坦水清澈，草木茂盛，畜产丰富。男女勤于耕织，市场有贸易，野外没有寇盗，称为乐土。贡品有，苾布、兜罗绵被、沉香、速香、檀香、胡椒。

## 延伸阅读
[在维基数据编辑]
 《欽定古今圖書集成·方輿彙編·邊裔典·淡巴部》，出自陈梦雷《古今圖書集成》
 《古今圖書集成》
 《明史卷三百二十五》，出自《明史》